# Phares d'Eagle Island
Les phares d'Eagle Island étaient une paire de phare située sur la petite île inhabitée d'Eagle Island au nord de la péninsule de Mullet, près d'Erris dans le Comté de Mayo en Irlande.

Seul, l'un des deux est encore en fonction. Il est exploité par le Commissioners of Irish Lights.

## Histoire
Les deux phares ont été commandés en 1830 en réponse aux demandes des garde-côtes irlandais (Irish Coast Guard) concernés par les conditions difficiles de mer proche de Blackrock. L'inspecteur de la commission des phares a statué en faveur de la localisation des nouveaux phares sur Eagle Island , un à l'est et l'autre à l'ouest avec 121 mètres d'intervalle entre eux. Leurs feux ont été alignés à une hauteur de 67 m au-dessus du niveau de la mer et on pouvait les voir à l'est jusqu'à Broadhaven Bay (en) et au sud jusqu'à la baie de Blacksod. Les phares sont devenus opérationnels en septembre 1835.
Eagle Island est situé à proximité du bord du plateau continental et est constamment pilonné par les vagues puissantes de l'Atlantique. Lorsque les phares ont été construits au XIXe siècle, il y avait deux phares et sept maisons d'habitation sur Eagle Island, selon le recensement de 1841. En 1911, il n'y avait qu'une seule maison d'habitation répertoriée sur l'île. Malgré l'érection d'un mur massif pour protéger les phares, l'un des phares a été détruit par les tempêtes violentes et ses vestiges sont encore visibles.

Bien que les phares soient hauts de plus de 60 m, une tempête le 17 janvier 1836, a projeté un rocher provenant de la falaise dans une fenêtre à 27 m de haut. Le 11 mars 1861, à midi, la salle de la lanterne de la tour est a été frappée par la mer, écrasant 23 vitres et endommageant les lampes et réflecteurs. La feu fut rétabli la nuit suivante avec un nombre réduit de lampes et de réflecteurs.
Les tempêtes battent constamment le phare et peu à peu, il a été admis que Eagle Island n'était pas bien adapté à l'habitation humaine. Les familles de l'île ont été relogées près de Corclough sur le continent à la fin du XIXe siècle, bien que les gardiens de phare restent résidents. Le 31 mars 1988, le phare est devenu automatique et il n'y a pas eu de gardien de phare résidant sur l'île depuis.